# Highwaymen
Highwaymen (bra: Velozes e Mortais; prt: Rápidos e Mortais) é um filme canado-estadunidense de 2004, dos gêneros ação, policial e suspense, escrito por Craig Mitchell e Hans Bauer, e dirigido por Robert Harmon.

## Sinopse
A história mostra um homem obcecado em encontrar o assassino de sua mulher, que foi brutalmente atropelada há cinco anos por um misterioso carro numa Autoestrada. Ele é Rennie Cray (Jim Caviezel), um ex-médico e presidiário que dirige seu carro, um Plymouth Barracuda 1968 vermelho, pelas estradas americanas em busca há dois anos de um psicopata assassino sobre rodas, que por sua vez transformou seu carro, um Cadillac Eldorado 1972 verde, num instrumento para torturar e matar suas vítimas, como se fosse uma máquina assassina. Ele é James Fargo (Colm Feore), um ex-agente de seguros de automóveis, um homem que sofreu um terrível acidente de carro que deixou seu corpo severamente mutilado, obrigando-o a se transformar numa bizarra combinação de partes humanas com dispositivos mecânicos, uma espécie de ser híbrido que teve o auxílio da tecnologia moderna para que seu carro fosse adaptado numa monstruosa extensão de seu próprio corpo e mente distorcidos. Tanto Cray como Fargo possuem uma história de vingança em comum, tornando-se inimigos mortais.
Um investigador de trânsito do departamento de polícia, Will Macklin (Frankie Faison), está observando as ações de Rennie, que está agindo como um vigilante em busca de vingança, muitas vezes se comportando de forma obsessiva. Macklin está aproveitando também a oportunidade para conhecer a história do psicopata Fargo e tentar eliminar sua ameaça nas estradas. No meio de tudo isso surge ainda uma mulher, Molly Poole (Rhona Mitra), que sofreu um terrível trauma de infância num acidente de trânsito que matou sua família. Ela foi também a única sobrevivente de um trágico acidente de carro no interior de um túnel, causado pelo psicopata. Como a característica do assassino é pegar um "souvenir" de suas vítimas, ele tira uma foto de Molly e passa a persegui-la brutalmente. Uma vez a moça na mira do assassino das estradas e involuntariamente cruzando o caminho da vingança de Rennie, eles se encontram e juntos tentam combater o psicopata, além de lutarem por suas próprias vidas.

## Elenco
- Jim Caviezel ... James 'Rennie' Cray
- Rhona Mitra ... Molly Poole
- Frankie Faison ... Will Macklin
- Colm Feore ... Fargo
- Gordon Currie ... Ray Boone
- Andrea Roth ... Alexandra Farrow
- Noam Jenkins ... Kelt